# Kaarlo Kytö

Kaarlo Kytö.

Kaarlo Armand Kytö, född 22 februari 1902 i Helsingfors, död 17 december 1985 i Björneborg, var en finländsk sångare, skådespelare och teaterregissör.

## Biografi
Kytös föräldrar var pannarbetaren Antti Johan Kytö och Maria Josefiina Mattila. Kytö studerade först vid Helsingfors folkskola och därefter vid en yrkesskola, innan han anslöt sig till operaklassen vid Helsingfors musikuniversitet. Hans musiklärare var Väinö Lehtinen, Eino Rautavaara, Eino Forsman och Riccardo Pettinella.
Kytö började uppträda med teater vid Helsingfors arbetarteater åren 1917-1918 samt 1921-1927. Vidare uppträdde han vid Oulun Työväen Näyttämö 1921, Helsingfors stadsteater 1927-1929, Tammerfors arbetarteater 1929-35 och Helsingfors stadsteater 1935-1949. Vid den sistnämnda arbetade Kytö också som regissör. Kytö arbetade fortsättningsvis som regissör på olika teatrar längs den finska kusten; 1949-55 vid Björneborgs stadsteater, 1955-1959 vid Kotkas stadsteater, 1959-1963 vid Raumo stadsteater samt 1963-69 vid Vasas finska teater. Han gjorde också utbildningsresor utomlands; till Italien, Tyskland och Österrike 1927, återigen till Tyskland 1931, till Ryssland 1933, till England och Frankrike 1935 samt till Sverige 1950. Under 1930- och 1960-talen var Kytö verksam som lärare vid diverse teatrar i Finland.
1926 filmdebuterade Kytö och medverkade  i Fänrik Ståls sägner-del II. Åren 1930-1933 samt 1937 gjorde Kytö 65 skivinspelningar med sånger av bland andra Karl Rüster, Martti Jäppilä, R.R. Ryynänen, Väinö Tuominen, Valto Tynnilä, Matti Jurva och Dagmar Parmas. En del inspelningar gjordes tillsammans med Georg Malmstén. Kytö gjorde skivinspelningar med Dallapé, Columbus-orkestern, Viljo Vesterinen, Parlophon-orkestern och Edison Bell-orkestern.